# 自発 (文法)
日本語の文法における自発（じはつ）とは、動詞の表現様式で、行為・動作を人が積極的意志を持って行うのでなく、自然にあるいはひとりでに実現する現象・作用のようにいう表現である。助動詞の「れる」「られる」などによって行われる。
普通、行為・動作を表す能動態の動詞では、動作主（行為者）を主格（格助詞「が」で表される）で、他動詞における被動者（対象物）を対格（「を」）で表現する。しかしこの表現はある人が積極的意志を持って行う感じがあるので、それを避けるために「それが自然であり、他の人でもそうするだろう」という感じを含めて自発表現が用いられる。

## 歴史
上代では自発の助動詞「ゆ」が存在した。
瓜食はめば子ども思ほゆ栗食めばまして偲はゆいづくより来りしものぞまなかひにもとなかかりてやすいしなさぬ（山上憶良『子等を思ふ歌一首、また序』　万葉集）
瓜を食べれば、（食べさせてやりたいと）子供たちのことがおもわれる、栗を食べればなおさら偲ばれる。（子供は）どこからの賜りものなんだろう、（離れていると）目の前にむやみに出てきて、ゆっくり寝ることもできない。
古語の助動詞である「る」「らる」は、現代語の「れる」「られる」の基となった。もともと、自発の助動詞「る」は古語の「生る（ある）」の語尾から派生したものである。語幹がアの音であるため、未然形がア段である四段活用、ナ行変格活用、ラ行変格活用にはそのまま「る」を、未然形がア段ではない上一段活用・上二段活用（共に未然形がイ段）、下一段活用・下二段活用・サ行変格活用（未然形がエ段）、カ行変格活用（未然形がオ段）には、ラ行のア段の音である「ら」をつけて「らる」を接続させた。下記のように、現代語において、五段活用・サ行変格活用には「れる」、他の活用には「られる」を未然形の後につけるのは、未然形の音がア段であるかそうでないかによる。（現代語のサ変においては、ア段の音での活用が認められる）

## 自発の助動詞
動詞の未然形に助動詞「（ら）れる」をつける方法は、特に主観的な考え・感覚などを示す動詞に用いられる。例えば、思う→思われる、悔やむ→悔やまれる、偲ぶ→偲ばれる、感じる→感じられる、見る→見られる。五段活用・サ行変格活用には「れる」、他の活用には「られる」を未然形の後につける（語幹の後に“(r)areru”をつけるとも解釈される）。動作主（経験者）は省略することが多いが、明示する場合には「に」で表すのが普通。対象物は「が」で表す。
例：
- 私はあの日の情景を思いだす→（私には）あの日の情景が思いだされる

## その他の自発的表現

### 「見える」「聞こえる」
語尾を「〜える」とした「見える」「聞こえる」は、「見る」「聞く」に「れる」の古形「ゆ」を付けた形で、自発的な意味を持っている。自発の助動詞の場合と同様、経験者を「に」で表すことができる。ただし現在では「見られる」「聞かれる」とは意味的に使い分けられている。
例：
- 「鈴の音が聞こえる」（具体的対象）
- 「操作が難しいという声が聞かれる」（抽象的対象）

### 自発動詞
一部の他動詞に対して、独立の自発動詞を用いる場合もある。動作主は重要でなく（もしくは不明で）、それよりも被動者を強調したい場合に、活用形式を変えて自動詞化（脱使役化）したものが用いられる。
例：
- 建てる→建つ
- 掛ける→掛かる
- 置く→置ける（「気が置けない」）
- 沸かす→沸く（「風呂が沸く」）

また「開く」（「誰かがドアを開いた」→「ドアが開いた」）のように形が変わらない場合も少数ながらある（能格動詞）。
意味的には受身に近いが、自発・受身の助動詞の場合と違い、動作主を「に」で表すことはできない（但し、「捕まる」は例外である）。このような脱使役化できる他動詞には、意味に関して次のような制約がある。
- 目的語の状態変化を意味する。
- 動作そのものの態様を指定せず、動作の結果のみを指定する。

### 補助動詞
他動詞に補助動詞の「てある」をつけて、対象物に動作がなされた状態を示す自発表現とすることができる。例えば「絵が掛けてある」または「絵を掛けてある」は「絵が掛かっている」とほぼ同じ意味。「を」を用いると、動作主の存在がより強く示唆される。

## 「（ら）れる」の他の用法
「（ら）れる」の用法には、自発のほかに可能・受身・尊敬があるが、これらも基本的用法としての自発から派生したと考えられている。これらはいずれも、動作主による意志性を否定する表現であり、次のように自発と似た表現形式をとる。また可能・受身に関しては自発との区別が
- 可能：動作主を「は」「に」、被動者または具体的行為を「が」（「を」でもよい）で表す。
- 受身：動作主を「に」、被動者を「は」「が」で表す。
- 尊敬：動作主を「は」「が」（かしこまった言い方では「には」）で表す。

受身は一般に受動態と呼ばれる。その他の類似用法もそれぞれ一種の態として（自発態、可能態、尊敬態）扱われることもある。